# Aeroportul Juruena
Aeroportul Juruena (IATA: JRN, ICAO: SWJU) este un aeroport din Mato Grosso, Brazilia ce deservește zona Juruena. Aeroportul a fost tranzitat în 2006 de 93 de pasageri. A fost numit după zona deservită.
Situat la o altitudine de 160 m, aeroportul dispune de 2 piste.

## Infrastructură

### Piste
Aeroportul dispune de 2 piste. Pista 14/32 are suprafața de asfalt și dimensiunile 1.640 m × 30 m. Pista 15/33 are suprafața de asfalt și dimensiunile 1.300 m × 18 m. 